# Cathelicidine
Cathelicidine sind antimikrobielle Peptide, die hauptsächlich in Immunzellen von Wirbeltieren produziert werden und Teil der angeborenen Immunantwort sowie der Apoptose körpereigener Zellen sind. Es handelt sich um Transportproteine, deren Einbau einerseits in die Zellwand grampositiver Bakterien sowie andererseits in die Zellmembran zu einem Verlust von Ionen und kleinen Molekülen führt. Im Mensch ist das CAMP-Gen bekannt, das für zwei Cathelicidine codiert, die aus einem Vorläuferpeptid herausgeschnitten werden: FALL-39 und LL-37.
Die Produktion von Cathelicidin wird insbesondere durch Stimulation des TLR-9, aber auch TLR-2 und TLR-4 und indirekt durch Vitamin D angeregt. Cathelicidin werden ebenfalls von den Zellen des Unterhautfettgewebes produziert und schützen so die Haut for Infektionen.

## Vorkommen
Cathelicidine sind als antimikrobielle Peptide in der Klasse der Säugetiere weit verbreitet. Besonders zahl- und variantenreich kommen sie in den Vertretern der Gruppe der Cetartiodactyla, zu denen insbesondere die Paarhufer gehören, vor. Der Mensch besitzt, wie die meisten anderen Säugetiere nur ein einziges Cathelicidin-Gen. Außerhalb der Klasse der Säugetiere konnten Cathelicidine nur vereinzelt, wie beispielsweise beim Haushuhn, nachgewiesen werden. Cathelicidin-ähnliche Peptide konnten auch bei der Regenbogenforelle und den Schleimaalen gefunden werden. Auf Grund dieser Verbreitung kann die evolutionsgeschichtliche Entstehung der Cathelicidine auf den Zeitraum von vor 500 bis 300 Millionen Jahren geschätzt werden.

## Biochemie

### Struktur
Die strukturell heterogene Familie der Cathelicidine beherbergt antimikrobielle Peptide mit einer Länge von 12 bis 80 Aminosäurebausteinen. Die größte Gruppe der Cathelicidine besteht aus 23 bis 37 Aminosäuren umfassenden Peptiden mit einer α-Helix-Struktur. Zu dieser Gruppe zählen die antimikrobiellen Peptide LL-37 und FALL-39 des Menschen. Eine weitere Gruppe stellen die aus 12 bis 18 Aminosäuren bestehende Peptide mit einer β-Schleifenstruktur dar, die über ein oder zwei Disulfidbrücken stabilisiert werden, dar. Dazu zählen beispielsweise die Protegrine des Schweins. Eine dritte Gruppe antimikrobieller Peptide der Cathelicidine bilden die aus 39 bis 80 Aminosäuren bestehenden überwiegend linearen Peptide mit Polyprolinmotiven. Zu ihnen gehören unter anderem Bac5 und Bac7 des Rinds und die Prophenine des Schweins. Eine von den übrigen Cathelicidinen verschiedene Struktur weist das Indolicidin des Rinds auf. Indolicidin ist ein aus 13 Aminosäuren bestehendes lineares, tryptophanreiches Peptid. Sie alle bestehen aus einer C-terminale kationische Domäne, welche nach Abspaltung aus einem Holoprotein aktiviert wird und für eine antimikrobielle Wirksamkeit verantwortlich ist.

## Biosynthese
Die Biosynthese und Aktivierung der Cathelicidine ist ein mehrstufiger Prozess. Das menschliche Cathelicidin LL-37 wird durch das CAMP-Gen auf dem Chromosom 3 codiert. Dieses Gen besteht, wie auch die Cathelicidin-Gene anderer Säugetiere aus vier Exons. Die antimikrobielle Aktivität wird durch das hypervariable Exon 4 codiert, während die Exons 1 bis 3 eine Signalpeptidsequenz und die darauf folgende Cathelin-Domäne codieren.
Primär werden Präpropeptide synthetisiert und in den Granula neutrophiler Granulozyten oder anderer Zellen gespeichert. Nach einer Freisetzung dieser biologisch inaktiven Propeptide werden sie enzymatisch durch Elastase oder andere Proteinasen in ein Cathelin und ein C-terminales antimikrobielles Peptid gespalten.